# Sieroszów
Sieroszów – wieś w Polsce położona w województwie dolnośląskim, w powiecie ząbkowickim, w gminie Ząbkowice Śląskie.

## Podział administracyjny
W latach 1975–1998 miejscowość administracyjnie należała do województwa wałbrzyskiego.

## Krótki opis
Jest to mała wieś licząca 66 budynków i 388 mieszkańców (2011 r.), położona na trasie Ząbkowice Śląskie-Ziębice. Według niemieckiego nazewnictwa nosiła miano Seitendorf.

## Zabytki
Do wojewódzkiego rejestru zabytków wpisane są:
- kościół parafialny pw. św. Michała Archanioła, z przełomu XVI/XVII w., XVIII w.
- zespół pałacowo-parkowy, z XVIII w.
  - pałac, dawniej dwór, stoi w parku obok byłego PGR. Przed pałacem znajduje się wielka brama wjazdowa, na której widniał niegdyś herb. Brama wraz z murem otacza cały park i tereny, które należały dawniej do opatów z Henrykowa. Ze względu na bezpieczeństwo ludzi, budynki mieszkalne musiały zostać wyburzone ponieważ zagrażały mieszkańcom
  - park

## Legendy
W Sieroszowie miał dawniej stać zamek obronny, zniszczony w czasie jednej z licznych na tych ziemiach wojen. Zakonnicy (w podaniu pojawiają się karmelici, którzy według obecnej wiedzy nigdy nie mieli dóbr w tej miejscowości) postanowili go odbudować rękami okolicznych chłopów. Budowa trwała dług, była niezwykle ciężka, a miejsce wydobycia głazów na mury tak głębokie, że zalała je woda. Powstała wówczas legenda, że następna wojna na tych terenach spowoduje ponowne zniszczenie dopiero co odnowionego zamku, a wówczas woda z miejsca wydobycia głazów wystąpi z brzegów i zaleje winowajców.